# Marko Tuomainen
Pour les articles homonymes, voir Tuomainen.
Marko Tuomainen né le 25 mai 1972 à Kuopio en Finlande, est un joueur professionnel finlandais de hockey sur glace évoluant au poste d'attaquant.

## Biographie
Marko commence sa carrière dans sa ville natale au club de KalPa Kuopio chez les juniors A (Jr. A SM-sarja) de 1988 à 1991 avec quelques apparitions avec l'équipe première en SM-Liiga.
En 1991, il signe pour l'équipe de Golden Knights de Clarkson en NCAA.
En 1992 il est choisi au cours du repêchage d'entrée dans la Ligue nationale de hockey par les Oilers d'Edmonton en 9e ronde, 205e position. Mais il restera encore jusqu'en 1995 avec les Golden Knights de Clarkson et jouera 4 matchs avec les Oilers d'Edmonton avant d'être recalé dans le club ferme des Oilers du Cap-Breton qui deviendra ensuite les Bulldogs de Hamilton en Ligue américaine de hockey jusqu'au terme de la saison 1996-1997.
N'ayant pas réussi à se faire une place dans la Ligue nationale de hockey (LNH), il retourne chez lui en SM-Liiga au HIFK où il restera deux saisons.
1999-2001, Marko retente une expérience dans la LNH avec les Kings de Los Angeles où il jouera deux saisons avec une parenthèse d'une saison en AHL chez les Lock Monsters de Lowell.
Saison 2001-2002, il signe au Islanders de New York où il jouera finalement qu'un seul avant de finir la saison au Sound Tigers de Bridgeport en AHL. À la fin de la saison, il revient en Finlande au Blues Espoo pour deux saisons.
Après deux saisons en SM-Liiga, il pose ses valises en Suisse et signe au Lausanne HC pour deux saisons et quittera le club qui sera relégué en LNB.
Voulant jouer an LNA, il rejoint le SC Langnau Tigers où il joue de 2005 à 2007.
En 2006, il renforce le HC Bienne lors des finales de play-off contre le HC Sierre et des matchs de promotion-relégation contre le HC Fribourg-Gottéron où il laisse une très bonne impression.
À la suite de cette très bonne impression, il rejoint le HC Bienne pour la saison 2007-2008 avec en fin de saison un titre de LNB suivie d'une promotion en LNA.
Lors de la saison 2008-2009, il joue les 4 premiers matchs du HC Bienne en LNA avant d'être transféré au SC Langenthal en LNB.
En fin de contrat au SC Langenthal, il signe au HC Val Pusteria Wolves en Serie A italienne pour la saison 2009-2010. Après une année passée en Italie, il retourne dans son pays et s'engage avec le KooKoo Kouvola en Mestis. Il ne reste que l'espace d'un championnat dans cette équipe, avant de rejoindre le club de Kiekko-Vantaa, toujours en deuxième division finlandaise. Il met un terme à sa carrière à la fin de la saison 2011-2012

## Carrière en clubs
- 1988-1991 KalPa Kuopio (Jr. A, SM-Sarja et SM-Liiga)
- 1991-1994 Golden Knights de Clarkson (NCAA)
- 1994-1995 Golden Knights de Clarkson (NCAA) et Oilers d'Edmonton (LNH)
- 1995-1996 Oilers du Cap-Breton (LAH)
- 1996-1997 Bulldogs de Hamilton (AHL)
- 1997-1999 HIFK (SM-Liiga)
- 1999-2000 Kings de Los Angeles (LNH)
- 2000-2001 Kings de Los Angeles (LNH) et Lock Monsters de Lowell (LAH)
- 2001-2002 Islanders de New York (LNH) et  Sound Tigers de Bridgeport (LAH)
- 2002-2004 Blues Espoo (SM-Liiga)
- 2004-2005 Lausanne HC (LNA)
- 2005-2006 SC Langnau Tigers (LNA) et HC Bienne (LNB)
- 2006-2007 SC Langnau Tigers (LNA)
- 2007-2008 HC Bienne (LNB)
- 2008-2009 HC Bienne (LNA) et SC Langenthal (LNB)
- 2009-2010 HC Val Pusteria Wolves (Serie A)
- 2010-2011 KooKoo Kouvola (Mestis)
- 2011-2012 Kiekko-Vantaa (Mestis)

## Carrière internationale
Il représente la Finlande au cours des compétitions suivantes :
Championnat du monde junior
- 1992

Championnat du monde
- 1998, 1999 et 2000

## Distinctions
- Membre du All-Star team NCAA : 1992-1993 et 1994-1995
- Meilleur joueur SM-Liiga : 1998-1999
- Meilleur attaquant Karjala Cup : 1998-1999
- Membre du All-Star team Karjala Cup : 1998-1999
- Membre du All-Star team Sweden Hockey Games : 1998-1999

## Palmarès
- Médaille d'argent au championnat du monde en 1998 et 1999 avec la Finlande
- Médaille de bronze au championnat du monde en 2000 avec la Finlande
- Champion Finlande SM-Liiga 1998 avec HIFK
- Champion Suisse LNB 2006 et 2008 avec le HC Bienne
- Promotion en LNA en 2008 avec le HC Bienne